# 湊ヒロム
湊 ヒロム（みなと ヒロム、女性、1978年4月28日 - 2007年4月30日）は、日本のイラストレーター。

## 来歴
鹿児島県出身。水墨画を嗜んでいた祖父の影響で絵を描くことが趣味になり、雑誌『Colorful PUREGIRL』（ビブロス）で2年半にわたり毎月欠かさずイラスト投稿を行っていた。社会人になった直後に体調を崩したため、在宅で可能な仕事としてそれまで趣味で描いていたイラストを本業とするようになり、2003年にスタジオDNAの『MELTY BLOOD コミックアンソロジー』で商業デビュー。同年、大熊猫のアダルトゲーム「おしかけプリンセス」の原画（一部）でデビュー。また、個人サークル「BLUE☆WIND」で同人活動を行っていた。2004年よりBLACK PACKAGEの所属となり、雑誌『TECH GIAN』（エンターブレイン）2005年10月号掲載のインタビューでは「美人原画家」と紹介されている。
以後、BLACK PACKAGE作品の原画やライトノベルの挿画を中心に活動していたが、ゲーム会社在籍時に同僚からのセクハラやストーカー、暴行未遂の被害に遭い「絵が描けなくなった」ことを日記で告白。2006年後半頃からメンタルヘルスに支障をきたしたことが原因でイラストレーターとしての仕事を継続することが困難になったとされ、同年末に一時活動休止を表明した後、2007年3月に活動再開を宣言したがその直後の5月に本人のサイト上で死去が報告された。満29歳没。

## 主な作品
商業活動に限定して挙げる。

### 挿画
- SHADE Lost in N.Y.（南房秀久・著、富士見ミステリー文庫）
- ソラにウサギがのぼるころ（平坂読・著、MF文庫J）

### ゲーム原画
- おしかけプリンセス（大熊猫、一部）
- Sweet and Sweet（BLACK PACKAGE）
- オレ巫女（BLACK PACKAGE）
- おしえて! ブルマ先生（BLACK PACKAGE）